# Sunamitisme

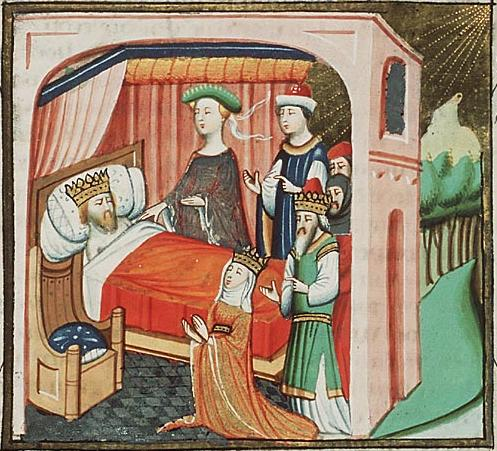
Abishag la Sunamite au chevet du roi David avec Bethsabée, Nathan et Salomon (La Haye, MMW, 10 A 19, fol. 33r, v. 1435).

Le sunamitisme est le fait pour un vieil homme de dormir, mais sans avoir de relations sexuelles, avec une jeune vierge pour préserver sa jeunesse. L'idée était que la chaleur (pneuma) de la jeune fille serait transmise au vieil homme et le revitaliserait.
Ce terme est basé sur l'histoire biblique du roi David et Abishag, une jeune fille de Sunem. Quand le roi David est devenu vieux et qu'il ne pouvait plus maintenir sa chaleur corporelle, ses serviteurs ont trouvé Abishag pour dormir avec lui. Puisqu'ils n'avaient pas de relations sexuelles, elle était toujours vierge.

« 01. Le roi David était vieux, avancé en âge ; on le couvrait de vêtements, et cela ne le réchauffait pas.
02. Ses serviteurs lui dirent : « Que l’on cherche pour mon seigneur le roi une jeune fille, une vierge. Elle se tiendra devant le roi et prendra soin de lui. Elle se couchera tout contre toi, et cela tiendra chaud à mon seigneur le roi. »
03. On chercha une belle jeune fille dans tout le territoire d’Israël. On trouva Abishag la Sunamite, et on la fit venir chez le roi.
04. La jeune fille était vraiment très belle ; elle prit soin du roi et fut à son service, mais le roi ne s’unit pas à elle. »

— Premier livre des Rois 1, 1-4.
Parmi les scientifiques et médecins, Thomas Sydenham (XVIIe siècle) et Herman Boerhaave (XVIIIe siècle) ont prescrit le sunamitisme à leurs patients.
En 1763, dans la tragédie biblique et pamphlétaire – relevant du genre des « manuscrits philosophiques clandestins » – intitulée Saül, Voltaire parodie notamment l'épisode entre David et Abishag, : il s'était déjà amusé du syneisaktisme de Robert d'Arbrissel dans le chant IV de La Pucelle d'Orléans.
| - Abishag et un serviteur auprès du lit de David, Bible enluminée de Santa Maria de Alcobaça (Portugal), v. 1220. - Pedro Américo, David et Abisag, 1879. Musée national des Beaux-Arts (Brésil). |